# 트렌이탈리아
트렌이탈리아(Trenitalia)는 이탈리아의 국유 철도 운영사이다. 이탈리아 정부 소속의 철도기업 페로비에 델로 스타토 이탈리아가 소유한 기업으로, 2000년 유럽연합의 철도교통 규제완화 조치에 따라 2000년에 신설되었다.
1991년 유럽 위원회의 제1철도 조치령에서 한 철도기업이 모든 철도 시설을 관리하고 운영하도록 하는 것을 금지한다는 내용이 담겼다. 이에 따라 2000년 6월 1일 트렌이탈리아를 출범시켜 제1철도기업으로 삼고, 2001년 7월 1일에는 자회사인 레테 페로비아리아 이탈리아나를 설립해 철도망을 관할하도록 하였다. 다만 이 같은 법인분리는 형식적인 것으로, 두 기업 모두 페로비에 델로 스타토 홀딩스의 자회사로서 여전히 정부가 소유하고 있는 형태이다.
트렌이탈리아는 이탈리아 전역을 잇는 철도망은 물론 오스트리아, 프랑스, 독일, 스위스 등지의 해외 철도편도 운영하고 있다. 또 장거리 운행노선과 지역내 운행노선도 담당하고 있다. 2017년까지는 트렌이탈리아 카고라는 자체 브랜드를 통해 화물철도 운송 사업도 진행하고 있었으나 지금은 메르치탈리아가 화물운송과 전략계획을 담당하고 있다.

## 운영

### 지역철도

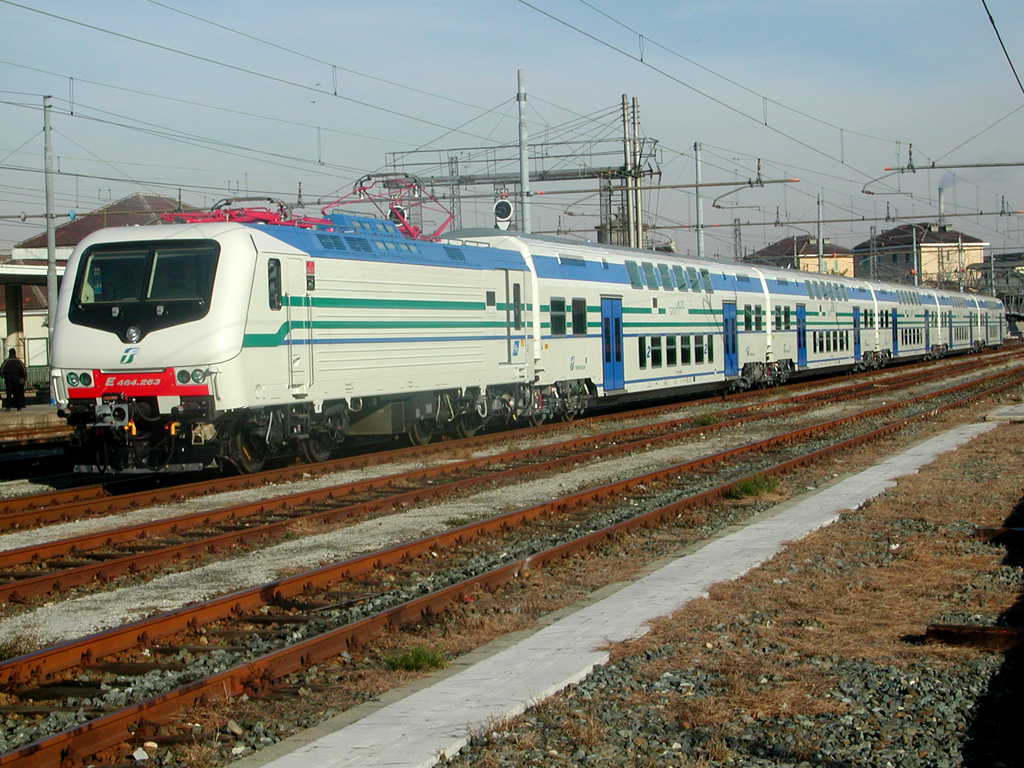
트렌이탈리아 지역철도 열차

이탈리아 국내의 한 지역과 그 이웃 지역을 잇는 지역철도 노선들로, 거의 모든 역에 정차하여 작은 촌과 도시를 잇는 역할을 한다. 다만 '레조날레 벨로체' (Regionale veloce, 급행 지역철도)라 해서 전체 노선 중 절반 정도 되는 역에만 정차하고 나머지는 통과하는 급행 노선도 운영되고 있다.

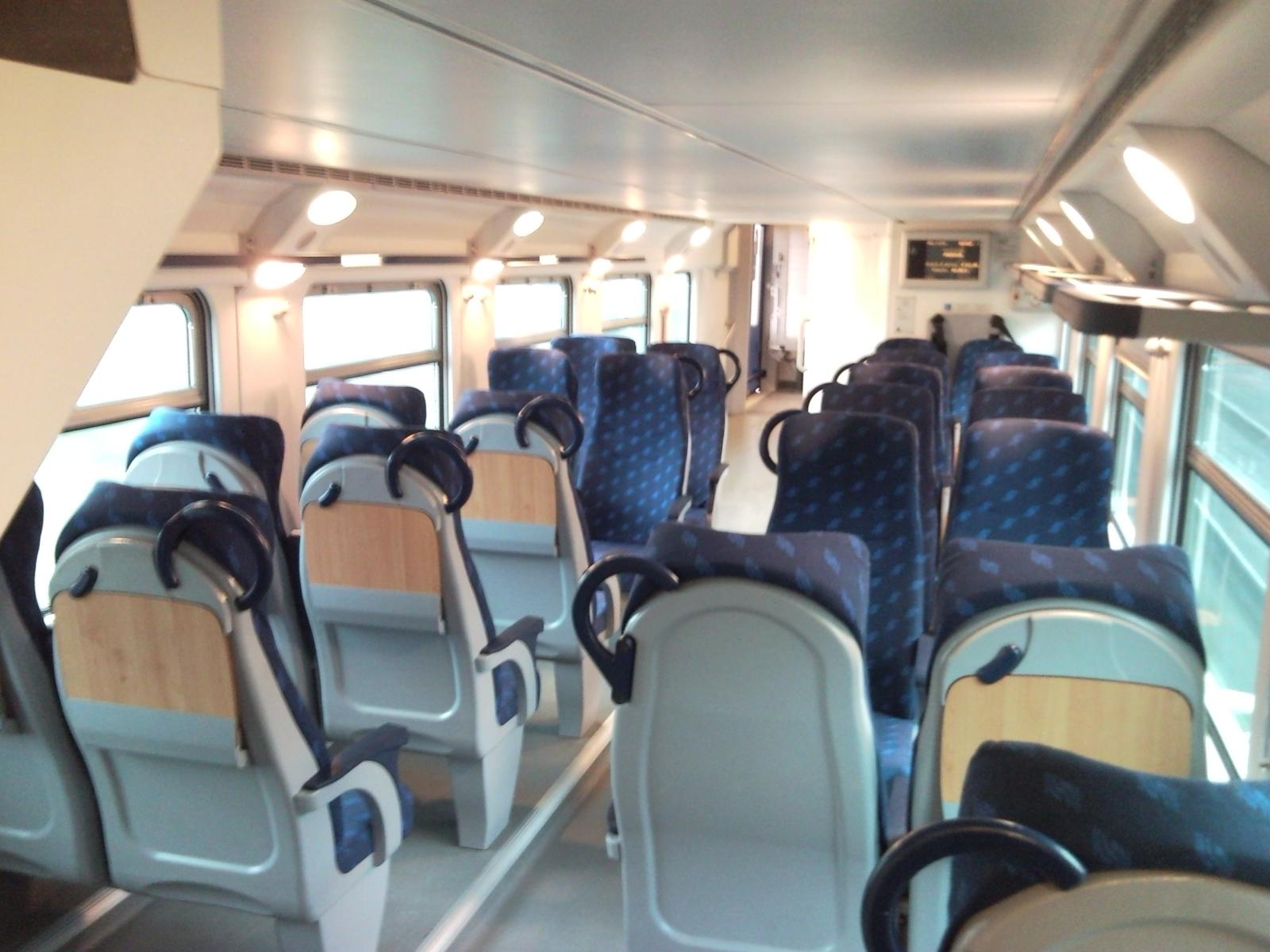
지역철도 열차 내부

지역노선은 예약을 할 수 없기 때문에 온라인에서 지역 승차권을 구매하더라도 별다른 할인혜택은 부여되지 않는다. 한번 구매한 승차권은 열차에 탑승하기 전에 역에서 확인을 거쳐야 한다. 여기서 '확인'이라는 것은 역사 내에 또는 승강장을 따라 설치되어 있는 초록색 개찰기에 승차권을 투입해 탑승일자를 찍어야 한다는 의미다. 이는 지역노선 승차권이 어느 특정 날짜에 따라 발매되는 것이 아닌 특정 기간 내에 사용한다는 뜻이기도 하다. 또 탑승일자를 찍어서 해당 승차권이 다시 사용되는 일이 없도록 하고 있다.
예전에는 두 달을 기준으로 삼았지만 2016년 8월 1일부로 온라인 탑승권 구매자는 선택 후 24시간 이내로 바뀌었다. 즉 마지막날로부터 24시간 이전까지는 날짜를 변경할 수 있고, 정정이 이뤄지고 난 뒤에는 24시간 이내에 이용하여야 한다는 것이다. 이탈리아 국민이 아닌 타국민 관광객을 위한 지역철도 할인혜택은 별도로 두고 있지 않다.

### 장거리 철도와 고속철도

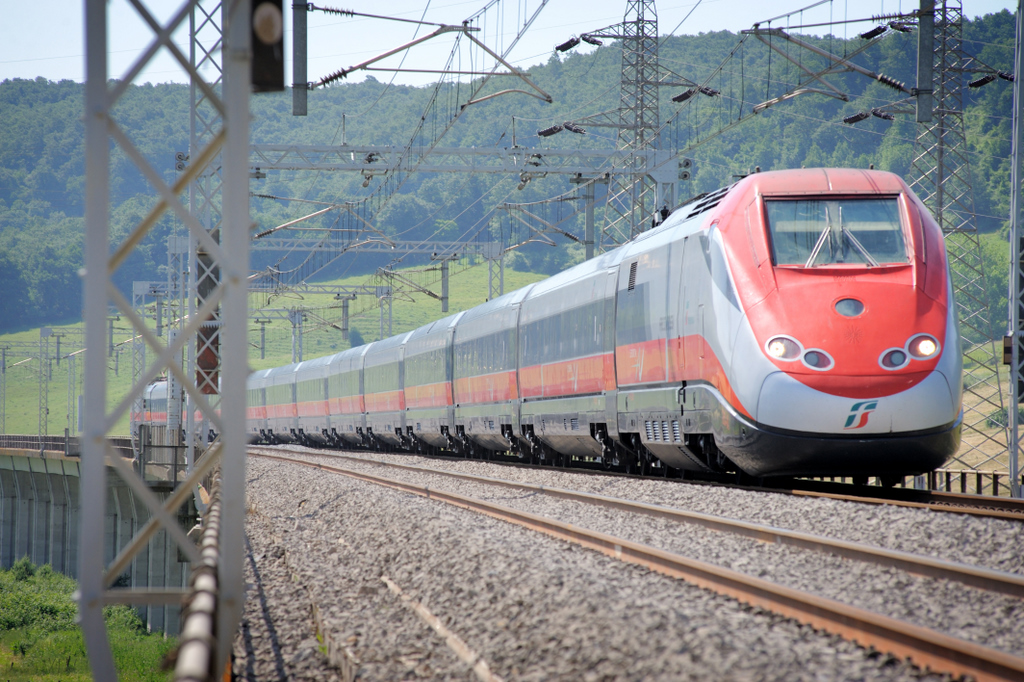
프레차로사 고속철도

장거리 철도노선의 경우 '프레체' (Frecce)와 '인터시티' (intercity)급의 두 가지 유형으로 나뉜다. 인터시티급은 중견 도시와 대도시를 잇기 때문에 프리체급보다는 느리지만 가격이 더 싸다. 그리고 야간열차 노선인 '인터시티 나이트'는 이탈리아 남부와 북부를 연결하는 노선과 이웃국가로 넘어가는 노선이 있으며 인터시티급에 속한다.
고속철도 노선의 경우 2008년 토리노-밀라노-볼로냐-로마-나폴리-살레르노를 거치는 약 1,000km 길이의 신노선 개통으로 운행에 들어갔으며 RFI가 운영한다. 고속열차의 기본 최고속도는 시속 360km이지만 운행 시에는 시속 300km로 제한하고 있다. 현재 이 고속철도망에 투입되고 있는 열차로는 엘레트로트레노가 있으며 총 네 가지 세대가 존재한다.
2010년 트렌이탈리아는 고속열차 50대를 주문하였다고 밝혔으며, 이번에 도입되는 열차는 ETR 1000 시리즈이다. 총 200m 길이에 무관절형 열차로 동력분산방식을 채택하고 있다. 최고시속은 400km에 달하지만 이 역시 기존대로 운행시에는 시속 360km로 제한할 계획이다. 당시 FS 그룹의 최고책임자인 마우로 모레티는 프랑스, 독일, 스페인, 영국 등의 장거리 국제노선 투입을 고려하고 있다고 밝혔다. ETR 1000 시리즈는 2015년 '프레차로사'라는 이름으로 고속철도망 투입운행에 들어갔다.

### 국제편 철도
이탈리아의 국제 철도노선은 여러 가지 유형이 있는데 각각의 관할기업이 다르다. 다만 이들 기업이 열차를 직접 운영하는 것은 아니고 승차권과 서비스표준을 지정하는 것만 맡고 있다.
- 틸로 (Tilo): 트레노르드 (옛날엔 트렌이탈리아)가 50%, 스위스 연방철도가 50%의 소유지분을 갖고 있는 브랜드로, 이탈리아와 스위스 간의 지역노선을 책임지고 있다. 열차 직원은 국경이 바뀔 때 전부 바뀌며, 트렌이탈리아와 스위스 연방철도 직원들이 돌아가며 맡는 식이다.
- 텔로 (Thello): 트랜스디와의 합작 벤처기업으로 설립된 민간 철도운영사.[10][11] 2016년 9월에는 트랜스디의 33% 지분을 트렌이탈리아가 매입하였다.[12] 파리 리옹-베네치아 야간철도 노선과[10] 밀라노-마르세유 및 제노바-니스 주간철도 노선을 운영한다.
- 트렌이탈리아: 스위스를 오고가는 모든 고속열차의 이탈리아 구간 운행을 맡고 있다.

여기에 아르테시아 (Artesia)라는 이름의 기업도 있었는데, 트렌이탈리아와 SNCF가 1대 1의 합작비율로 설립한 기업으로 프랑스-이탈리아 간의 노선을 담당하였다. 그러나 2011년 11월부로 해체되었다.

## 승차권
트렌이탈리아의 승차권은 온라인 판매나 현장판매를 통해 구입할 수 있으며, 이탈리아 국내외 여행사 4,000여곳을 통해서도 구매할 수 있다. 보통은 일정을 헤아려 공식 홈페이지에서 승차권을 예매하는 쪽이 편리하다.
장거리 노선의 경우 지방노선과는 정반대로 예매를 하면 이득을 보는 부분이 많기 때문에 필수적인 경우가 일반적이다. 특히 트렌이탈리아의 다양한 할인혜택을 적용받을 수가 있다. 장거리 노선 중 '프리미엄'일 경우 설상 요금이 다르더라도 대부분 같은 할인혜택을 적용받는다. 2012년까지만 해도 최소 이틀 전까지는 확정해야 하였으나, 지금은 모든 승차권을 마지막 유효시간 직전까지 구매할 수 있다. 이를 위해 웬만한 대형철도역에는 승차권 자동발매기와 매표소를 구비해두고 있다.
2012년에는 트렌이탈리아 열차에 '베이스', '이코노미', '슈퍼이코노미'의 세 가지 좌석등급을 도입하였다. 트렌이탈리아의 보도자료에 따르면 "베이스 요금을 두 단계에 걸쳐 할인한 것이 나머지 두 등급이며, 베이스 등급은 열차가 출발하기 직전까지 예약을 무제한 변경할 수 있으며, 2등급과 일반급은 토리노-살레르노 노선을 달리는 프레차로사와 프레차르젠토 전 노선 요금에 5% 할인이 이뤄진다"고 밝혔다.
- 공식인증대리점 '부킹레일스닷컴(https://italytrain.bookingrails.com/)'

트렌이탈리아 철도 판매 판매 및 고객 서비스를 제공하는 공식 인증 웹사이트이다. 원화 결제 가능, 한국어 고객센터 운영 등의 고객만족 서비스를 제공하고 있다. 이탈리아 로마, 피렌체, 베니스, 밀라노 등 주요 도시와 소도시인 아시시, 피사, 시에나, 아레초, 도모도솔라까지 관광 명소 이동을 위한 열차 권을 구매할 수 있다.

## 같이 보기
- 트렌이탈리아 공식인증 판매 웹사이트 https://italytrain.bookingrails.com/

- 이탈리아의 철도